# 曼彻斯特高中 (俄亥俄州曼彻斯特)
曼彻斯特高中（英語：Manchester High School）是一座位于美国俄亥俄州亚当斯县曼彻斯特镇区的公立高中，属于亚当斯县的曼彻斯特本地学区。曼彻斯特高中与亚当斯县的另外三所高中一同于1997年8月完工。该校的吉祥物为灰狗。
曼彻斯特高中共有331名学生，由47%的男性和53%的女性组成。少数族裔学生占总学生数的3%。